# Volharding (schip, 1914)
Het luxemotorschip Volharding is een schip van het Varend erfgoed dat wordt gebruikt als wachtschip door de scouts van de Driestromengroep, een scoutinggroep van Scouting Nederland in Numansdorp, Admiraliteit 14 Zuid-Hollandse Stromen. Het heeft daar een ligplaats in de dorpshaven. De Volharding wordt beheerd door de Stichting Wachtschip Driestromengroep.
Het werd in 1998 door de groep gekocht, nadat het al van 1969 tot in de 80'er jaren had ervaren wat een wachtschip voor een groep kon betekenen. De groep heeft in die tijd voor pinkster- en zomerkampen gebruik kunnen maken van de Stella Maris. Maar de scoutinggroep kocht zelf dit wachtschip uit de beroepsvaart in 1998 en richtte het volledig in voor scoutingactiviteiten. Voor het houden van kampen wordt door de jeugdleden en de stam nu de Volharding als thuisbasis gebruikt. Het heeft een takelinstallatie (elektrische kettingtakel) om de lelievletten op dek te hijsen.

## Geschiedenis
Van de geschiedenis in de beroepsvaart is weinig bewaard gebleven. Bekend is dat het met schipper Jan Gelens uit Dinteloord onder de naam Pieternella II gevaren heeft voor de  Verenigde Coöperatieve Suikerfabrieken (VCS). De den van het schip is dan al verhoogd voor het vervoer van o.a. suikerbieten. Albert Haar uit Zwolle vervoerde na 1971 voornamelijk veevoeder, suikerbieten en graan. In 1985 werd de motor vervangen door een 170 pk M.A.N. type D 2566MF en in 1988 werd een nieuwe koppeling geplaatst. Ook werd er door schipper Haar een boegschroef in een dwarskoker ingebouwd, aangedreven door een 6 cilinder 70 PK BMC-dieselmotor.
Het wachtschip wordt onderhouden door een technische commissie, waarvan de leden allen lid zijn van de groep. Het schip heeft voor een werfbeurt al eens gebruik gemaakt van het historische droogdok Jan Blanken. In 2018 werd er deelgenomen aan een oefening van defensie op het Hollandsch Diep tussen Numansdorp en Willemstad, waarbij militairen vanuit Chinook helikopters op het schip afdaalden. Voor het onderhoud probeert de groep voldoende middelen te verzamelen door af en toe met gasten te varen, die dan een bedrag in de donatiebus kunnen doen.

## Liggers Scheepmetingsdienst[3]
| Meetnummer      | District en volgnr. | Meetdatum       | Meetplaats | Lengte [m] | Breedte [m] | Inzinking [m] | Waterverplaatsing [ton] | Naam              | Eigenaar                       | Domicilie   |
| --------------- | ------------------- | --------------- | ---------- | ---------- | ----------- | ------------- | ----------------------- | ----------------- | ------------------------------ | ----------- |
| Ga1353N         | Gouda               | 15 juli 1914    | Woubrugge  | 31,00      | 5,36        | –             | 127,346                 | LIMBURGIA         | P.J. Mulder                    | Blerick     |
| Hermeting       |                     |                 |            | 30,94      | 5,37        |               | 124,138                 |                   |                                |             |
| Andere eigenaar |                     |                 |            |            |             |               |                         |                   | Adrianus Geers                 | Vlijmen     |
| Andere naam     |                     |                 |            |            |             |               |                         | TRIO              |                                |             |
| Andere eigenaar |                     |                 |            |            |             |               |                         |                   | Hendrik Geelens                | Dinteloord  |
| Andere naam     |                     |                 |            |            |             |               |                         | DE ZES GEBROEDERS |                                |             |
| Andere eigenaar |                     |                 |            |            |             |               |                         |                   | Godefricus Geelens             | Zevenbergen |
| Andere naam     |                     |                 |            |            |             |               |                         | PETRONELLA II     |                                |             |
| R11344N         | Rotterdam           | 21 april 1938   | Rotterdam  | 31,03      | 5,36        | –             | 125,401                 | PETRONELLA II     | Johannes Hendrikus Gelens      | Made        |
| G10284N         | Groningen           | 29 oktober 1959 | –          | 31,03      | 5,38        | 1,71          | 153,111                 | PETRONELLA II     | Johannes Hendrikus Gelens      | Dinteloord  |
| G14019N         | Groningen           | 21 juni 1979    | -          | 31,03      | 5,38        | 1,71          | 153,111                 | VOLHARDING        | Albert Janszoon Haar           | Zwolle      |
| GN1862          | Groningen           | 24 mei 1988     | –          | 31,03      | 5,38        | 1,71          | 153,111                 | VOLHARDING        | Scoutinggroep Driestromengroep | Numansdorp  |

## Foto's

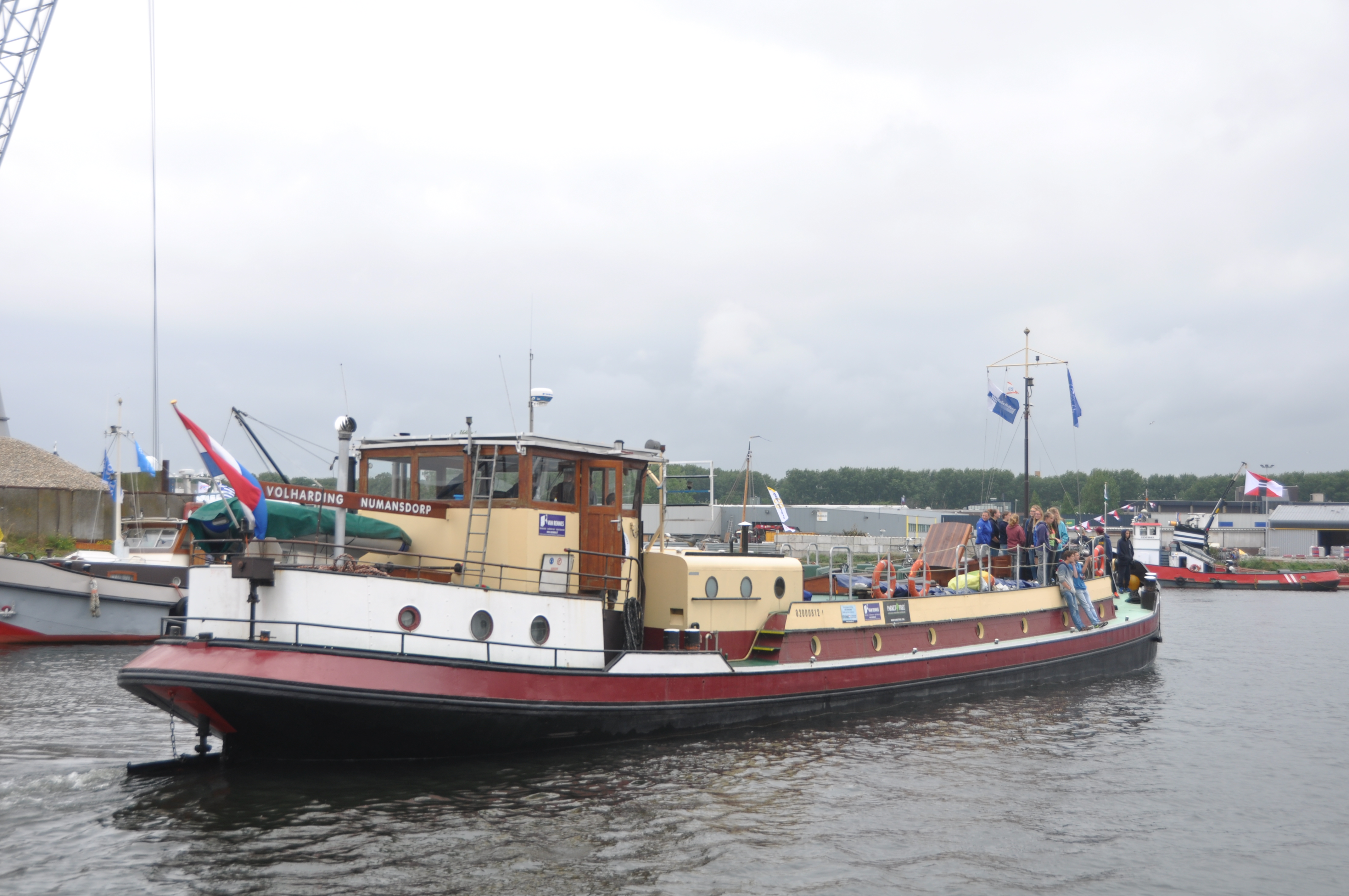
De Volharding In de haven van Beverwijk
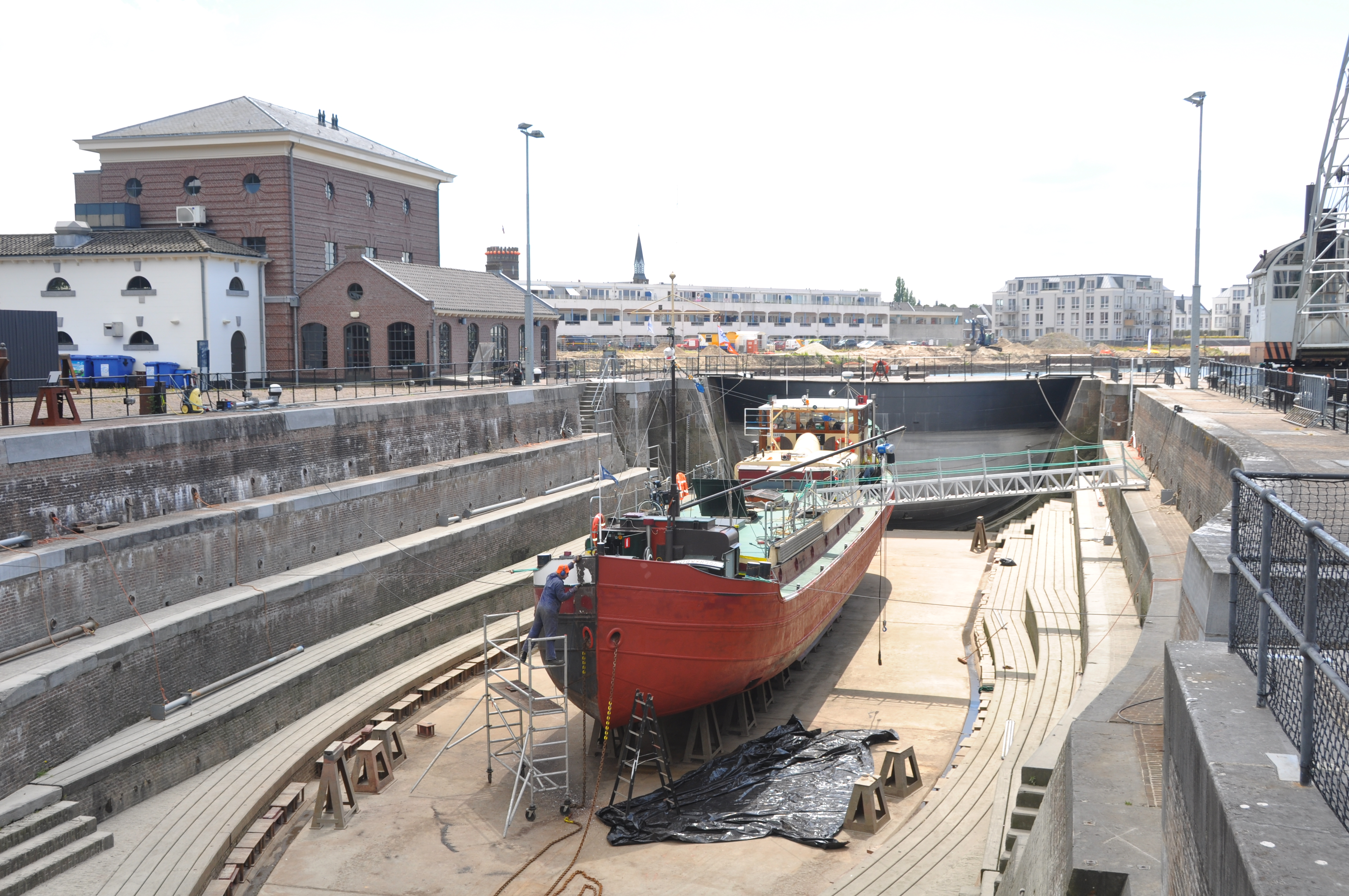
De Volharding in het droogdok Jan Blanken in Hellevoetsluis
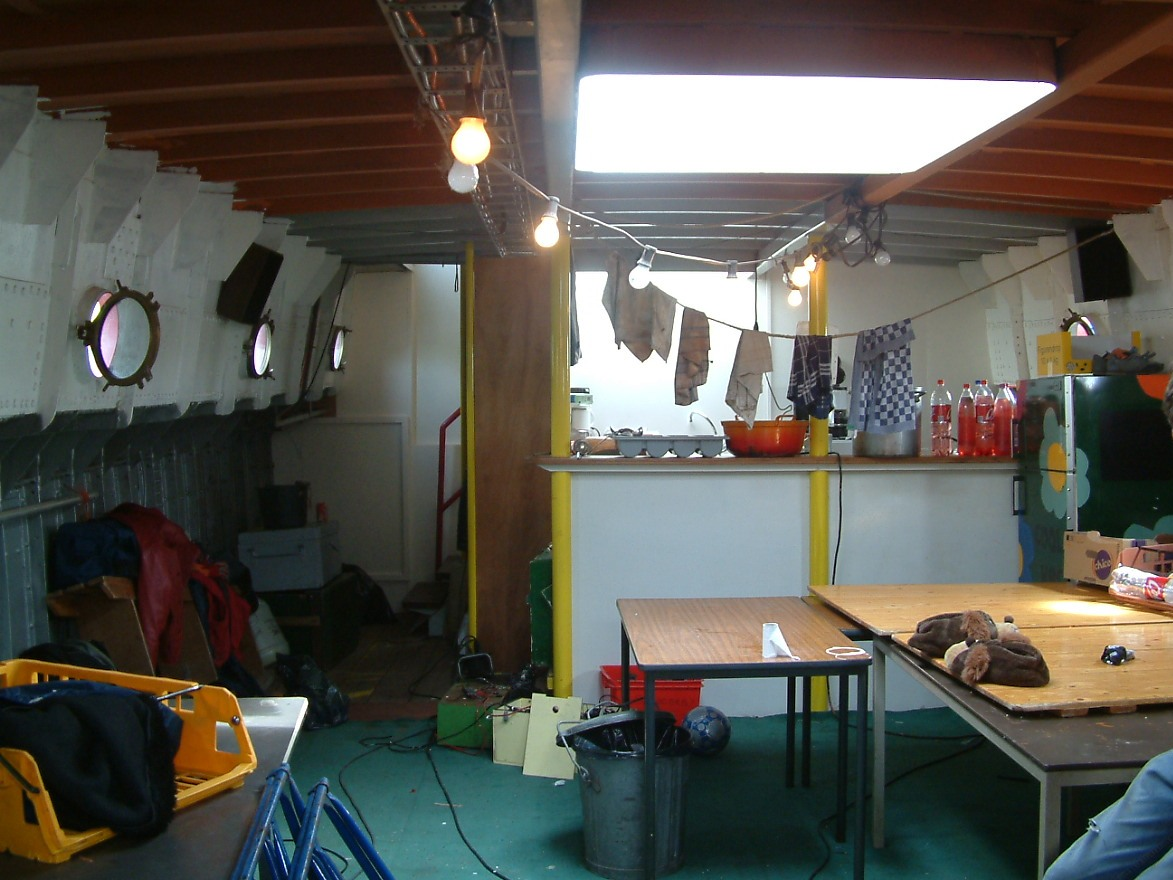
Compleet ingerichte keuken